# Luigi Di Gianni
Luigi Di Gianni (né à Naples le 20 octobre 1926 et mort à Rome le 10 mai 2019) est un scénariste et réalisateur italien. Dans son activité de documentariste, il a abordé principalement des thèmes anthropologiques, religieux et sociaux en explorant, en particulier, le lien entre les anciens rituels païens et le catholicisme populaire dans le Mezzogiorno.

## Biographie
Après avoir obtenu son diplôme en philosophie à l' Université de Rome « La Sapienza », Luigi Di Gianni rentre au Centro Sperimentale di Cinematografia , qu’il quitte en 1954 avec la thèse de son réalisateur moyen-métrage L’arresto . Après avoir été assistant réalisateur pendant une courte période , il réalise des programmes culturels et des films pour la télévision italienne. Après une première expérience avec le cinéma de fiction, Luigi di Gianni travaille presque exclusivement sur le documentaire, où il aborde dans les courts métrages des thèmes anthropologiques, sociaux, historiques et artistiques.
En 1958, son court métrage Magia Lucana réalisé sour la supervision de Ernesto de Martino, remporte le prix du meilleur documentaire de la 19e Mostra de Venise. En 1968, La Tana est sélectionné au Festival de Cannes. En 1975, avec Le temps du début (Il tempo dell'inizio), son premier long métrage de fiction, il remporte le Ruban d’argent comme meilleur réalisateur débutant. Il a été professeur de cinéma de 1977 à 1997.
Luigi Di Gianni a reçu à deux reprises le prix italien du film Nastro d'Argento, en 1975 (son seul long métrage) et 1988,.
En 2013, la Cinémathèque de Bologne s’occupe de la restauration de ses documentaires courts, en les publiant dans le coffret Uomini e spiriti : Les documentaires de Luigi Di Gianni.

## Filmographie partielle
- 1958 : Magia Lucana
- 1959 : Nascita e morte del meridione
- 1962 : Grazia e numeri
- 1965 : Il Messia
- 1965 : La Madonna di Pierno
- 1965 : Il male di San Donato
- 1966 : Le raccoglitrici di olive
- 1966 : I Fujenti
- 1966 : Il lagno
- 1967 : Il culto delle pietre
- 1968 : Nascita di un culto
- 1968 : La potenza degli spiriti
- 1971 : La Madonna del Pollino
- 1971 : L'attaccatura
- 1971 : Montevergine
- 1971 : Grazia e morte
- 1971 : L'Annunziata
- 1975 : Il tempo dell'inizio
- 1978 : Il processo
- 2009 : Carlo Gesualdo da Venosa
- 2013 : Appunti per un film su Kafka (Nella colonia penale)